# Ambroise de Milan
Pour les articles homonymes, voir Ambroise, Saint Ambroise et Saint-Ambroise (homonymie).
Ambroise de Milan ou saint Ambroise, dont le nom romain en latin est Aurelius Ambrosius, né en 339 à Trèves dans l'Empire romain d'Occident (aujourd'hui en Allemagne) et mort le 4 avril 397 à Milan, évêque de Milan de 374 à sa mort, docteur de l'Église, est l'un des quatre pères de l'Église d'Occident, avec Augustin d'Hippone, Jérôme de Stridon et Grégoire le Grand.
C'est l'un des protagonistes des débats entre chrétiens nicéens et ariens dans la seconde moitié du IVe siècle et c'est auprès de lui qu’Augustin d'Hippone se convertit au christianisme vers 386.
Il est aussi connu en tant que poète, quasi fondateur de l'hymnodie latine chrétienne, et écrivain, lecteur de Cicéron et des Pères grecs, dont il reprend les méthodes d'interprétation allégoriques : « La lettre tue, l'esprit vivifie » répétait-il dans ses sermons.
Il est honoré comme saint par l'Église orthodoxe comme par l'Église catholique qui le fêtent aujourd'hui le 7 décembre, jour de la translation de ses reliques. Au Moyen Âge, sa fête principale avait lieu soit le 4 avril, date de sa mort, soit le 7 décembre, date de son ordination épiscopale.

## Enfance et jeunesse

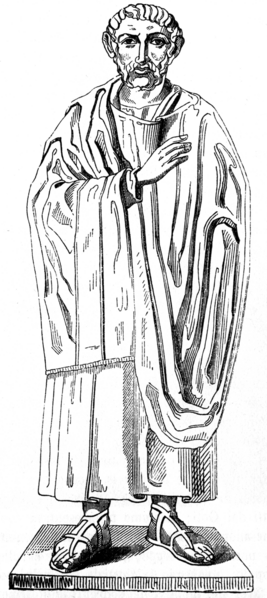
Gravure d'une statue d'Ambroise de Milan

### Origines familiales
Ambroise est le fils d'un haut fonctionnaire de l'Empire romain d'Occident, lui aussi nommé Aurelius Ambrosius, qui occupe à l'époque de sa naissance la fonction de préfet du prétoire des Gaules, dont le siège se trouve à Trèves (Augusta Treverorum), sur la Moselle, non loin du Rhin, frontière de l'Empire romain. Cette fonction très importante le met à la tête des provinces des Gaules, de la Bretagne et de l'Hispanie. Trèves est aussi une résidence impériale de l'Empire d'Occident, aux côtés de Milan.
Ambroise est le frère de saint Satyr et de sainte Marcelline.
Il est également le cousin d'un sénateur romain, Quintus Aurelius Symmaque, lui aussi haut fonctionnaire (préfet de Rome). Il écrira contre lui une défense du christianisme, à la suite la demande de Symmaque à l'empereur de restaurer la Curie de la Rome antique à la Curie romaine.

### L’histoire des abeilles
Selon la Vie d'Ambroise écrite par son secrétaire Paulin de Milan, son berceau se trouvait dans la salle du prétoire, lieu du gouvernement de la préfecture. Un jour qu'il y dormait, un essaim d'abeilles survint et couvrit sa figure et sa bouche de telle sorte qu'il semblait que les insectes entrassent dans sa bouche et en sortissent. Les abeilles prirent ensuite leur envol et s'élevèrent à une telle hauteur que l'œil humain n'était plus capable de les distinguer. 
Cet événement frappa son père qui dit : « Si ce petit enfant vit, il sera quelqu'un de grand. » En quittant son visage, les abeilles y avaient laissé un peu de miel dessus, ce qui fut considéré comme un présage de sa grande éloquence.

### Jeunesse et formation
Durant son enfance, il voit sa mère et sa sœur, qui a consacré sa virginité à Dieu, baiser, selon l'usage, la main des prêtres. Pour plaisanter, il tend un jour la main droite à sa sœur en disant qu'elle devait aussi la baiser comme celles des prêtres. Mais celle-ci refuse, considérant Ambroise comme un enfant qui ne sait pas ce qu'il dit.
À Rome il reçoit une éducation qui lui permet de devenir avocat.

## Carrière
À l'âge d'environ 25 ans, Ambroise devient à l'instar de son père fonctionnaire de l'administration impériale.

### Haut fonctionnaire
À partir de 370, il travaille dans les services du préfet du prétoire d'Illyricum. 
Un peu plus tard, on lui confie l'administration de la province de Ligurie-Émilie avec le titre de consulaire, dont le chef-lieu est Milan, dans la préfecture du prétoire d'Italie. Milan est alors la résidence impériale des empereurs d'Occident titrés Auguste, le gouvernement ne se trouvant plus à Rome depuis le règne de Dioclétien (de 284 à 305).
En 374, il intervient en tant que gouverneur pour rétablir l'ordre lors de l'élection du successeur de l'évêque Auxence, de tendance arienne. 

### Avènement comme évêque de Milan (374)

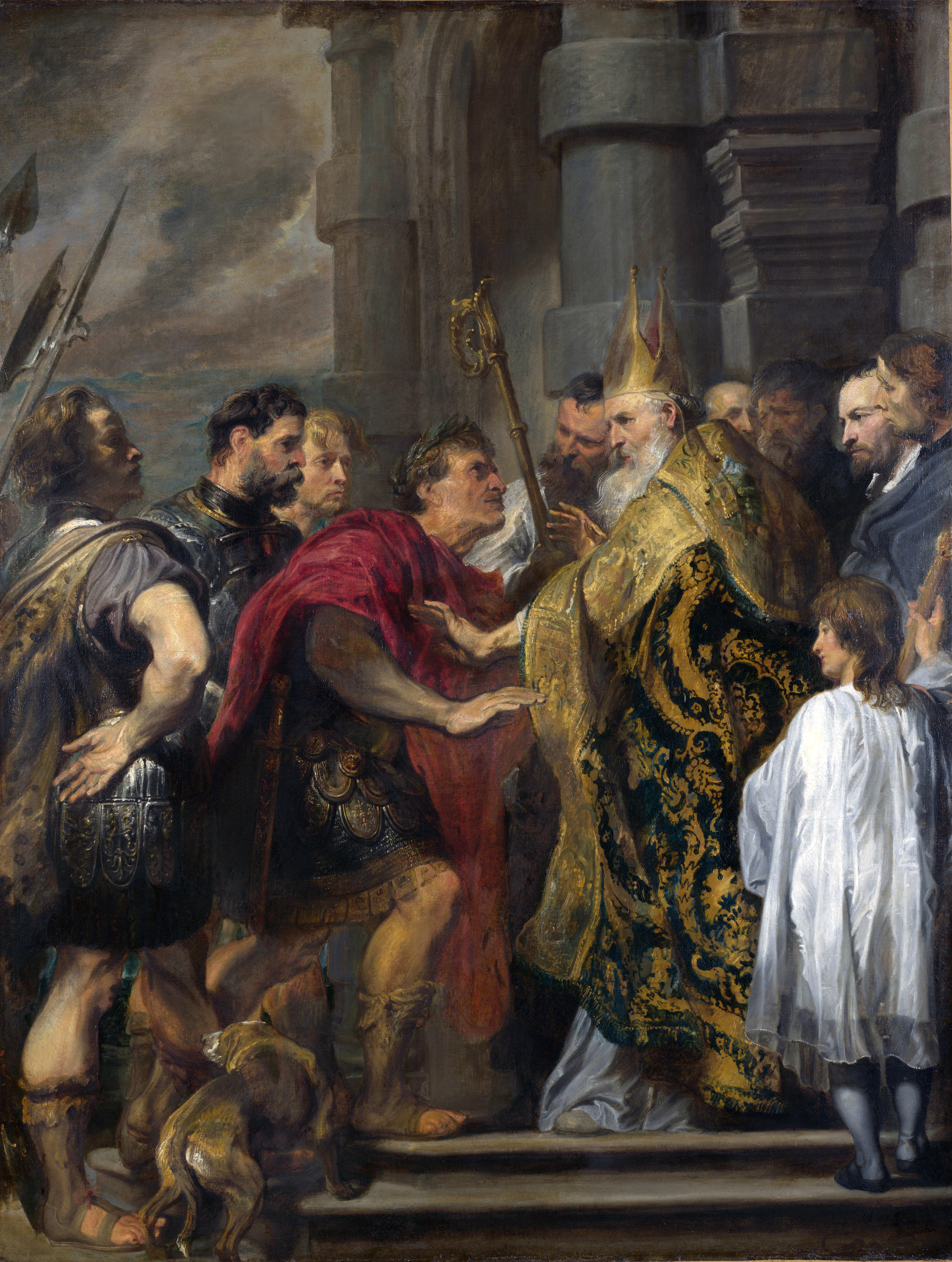
Antoine Van Dyck, Ambroise et l'empereur Théodose, XVIIe siècle.

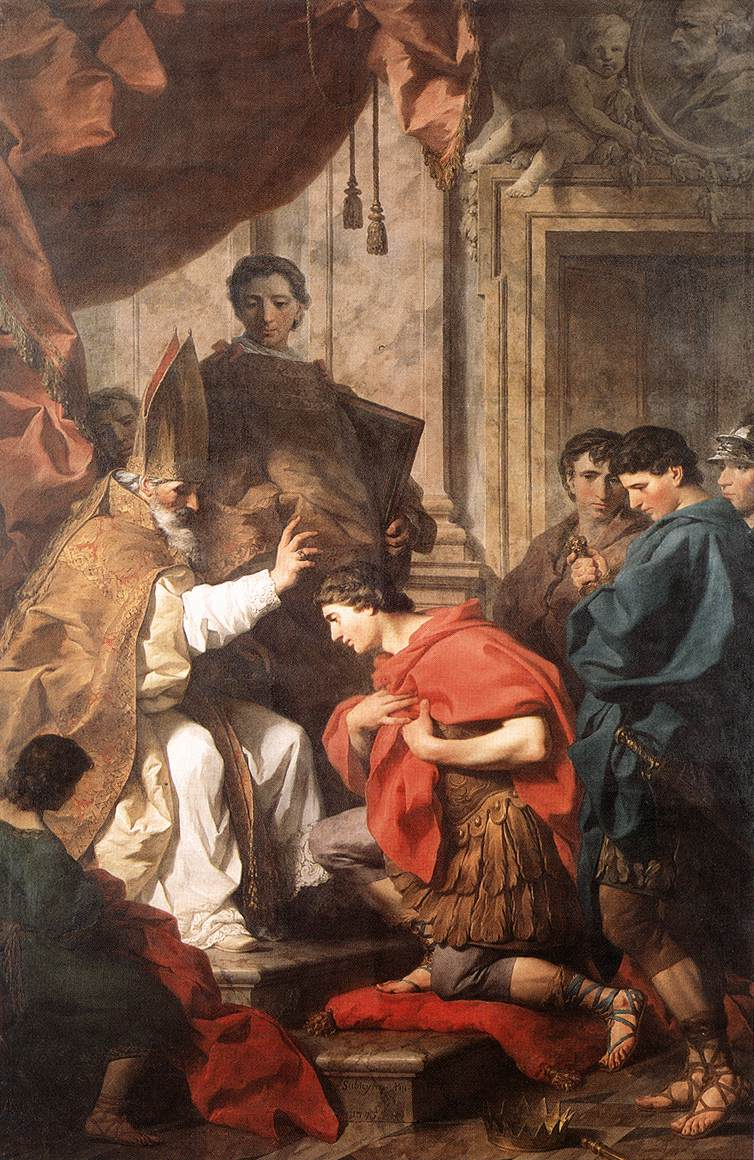
Pierre Subleyras, Ambroise convertissant Théodose (1745).

Bien qu'Ambroise ne soit pas baptisé, les deux partis le choisissent comme évêque de Milan, choix avec lequel il n'est pas d'accord, mais qu'il va finir par accepter. 
Son hagiographe raconte l'épisode ainsi :

« Il vint à Milan alors que le siège épiscopal était vacant ; le peuple s'assembla pour choisir un évêque : mais une grande sédition s'éleva entre les ariens et les catholiques sur le choix du candidat ; Ambroise vint pour apaiser la sédition, quand tout à coup se fit entendre la voix d'un enfant qui s'écria : « Ambroise évêque ! » Alors à l'unanimité, tous s'accordèrent pour acclamer Ambroise comme évêque. Quand il eut vu cela, afin de détourner l'assemblée de ce choix qu'elle avait fait de lui, il sortit de l’église, monta sur son tribunal et, contre sa coutume, condamna à des tourments ceux qui étaient accusés. En le voyant agir ainsi, le peuple criait néanmoins : « Que ton péché retombe sur nous. » Alors il fut bouleversé et rentra chez lui. Il voulut faire profession de philosophe : mais afin qu'il ne réussît pas, on le fit révoquer. Il fit entrer chez lui publiquement des femmes de mauvaise vie, afin qu'en les voyant le peuple revînt sur son élection ; mais considérant qu'il ne venait pas à ses fins, et que le peuple criait toujours : « Que ton péché retombe sur nous », il conçut la pensée de prendre la fuite au milieu de la nuit. Et au moment où il se croyait sur le bord du Tessin, il se trouva, le matin, à une porte de Milan, appelée la porte de Rome. Quand on l’eut rencontré, il fut gardé à vue par le peuple. On adressa un rapport au très clément empereur Valentinien, qui apprit avec la plus grande joie qu'on choisissait pour remplir les fonctions du sacerdoce ceux qu'il avait envoyés pour être juges. »

— Tiré de : Paulin, Vie d'Ambroise.
Ambroise va occuper le siège épiscopal de Milan jusqu'à sa mort. 

### Évêque de Milan
Ambroise commence par se débarrasser de ses biens considérables en les distribuant aux pauvres, conformément à l'Évangile. Il s’applique à se rendre accessible à tous, sans distinction de rang social, et s’attache à l'étude de l'Écriture sainte et des Pères grecs (Athanase, Basile, etc.) en vue de la prédication pour laquelle il est, au témoignage d'Augustin, particulièrement doué. C'est ainsi qu'Ambroise introduit dans le monde latin la méditation des Saintes Écritures, pratique initiée par le théologien d'Alexandrie Origène (185-253), en introduisant en Occident la pratique de la lectio divina. Sa prédication est avant tout morale, pratique et catéchétique : il vise à édifier ses auditeurs et évite, dans un premier temps, les polémiques autour de l’arianisme. 

Habilement mais avec fermeté, il défend les droits de l'Église face aux empereurs successifs, Valentinien Ier, Valentinien II et Théodose le Grand.

### Mort et funérailles
Il meurt le 4 avril 397 à Milan en Italie, deux ans après la mort de Théodose, sous le règne en Occident de son fils Honorius.
Il est inhumé dans la crypte de la basilique Saint-Ambroise de Milan.

## Œuvre

### Réalisations liturgiques
Il est sans doute à l'origine d'une forme particulière de célébration de la messe avec un rite spécifique dit « ambrosien ».
Ambroise de Milan a composé des hymnes (8 strophes de 4 vers brefs), introduisant en Occident le chant liturgique et lui donnant une forme officielle. On continue de chanter les hymnes ambrosiennes dans la liturgie des heures, et de composer des hymnes latines suivant son modèle inclus dans ce qui est appelé le chant ambrosien. 
Il aurait aussi élaboré le chant polychoral dit chant antiphonique, utilisé entre autres par Heinrich Schütz.
On a dit d'Ambroise qu'il était plus un catéchiste qu'un théologien. Il faut souligner qu'il fut un grand connaisseur de la littérature patristique grecque, dont il fit usage dans ses œuvres.

### Écrits théologiques
Il a produit des écrits doctrinaux, parmi lesquels :
- De officiis ministrorum, en 3 livres, ouvrage d'éthique chrétienne (allusion au De officiis de Cicéron), qui aura une grande influence ;
- De sacramentis, œuvre en quatre livres, des catéchèses pré- et post-baptismales sur les sacrements du baptême, de la confirmation et l’eucharistie ; le 4e livre contient une anaphore ;
- De Abrahamo (Patrologia Latina, 14) ;
- traité Des mystères (De mysteriis) : catéchèses post-baptismales sur le baptême ;
- traité De la foi (c’est-à-dire sur la Trinité ; composé pour Gratien en 376 et 379) ;
- traité Du Saint Esprit (en 381 ; inspiré de celui de Didyme l’Aveugle, dédié à Gratien) ;
- deux livres Sur la pénitence (vers 384), contre les Novatiens ;
- Apologie de David, où il tente d'apaiser le scandale provoqué par l'adultère de David avec Bethsabée.

On a également conservé d'Ambroise de Milan des lettres, des oraisons funèbres (de Théodose Ier le Grand et de Valentinien II), ainsi que des Sermons sur les Psaumes et des Sermons sur la virginité.

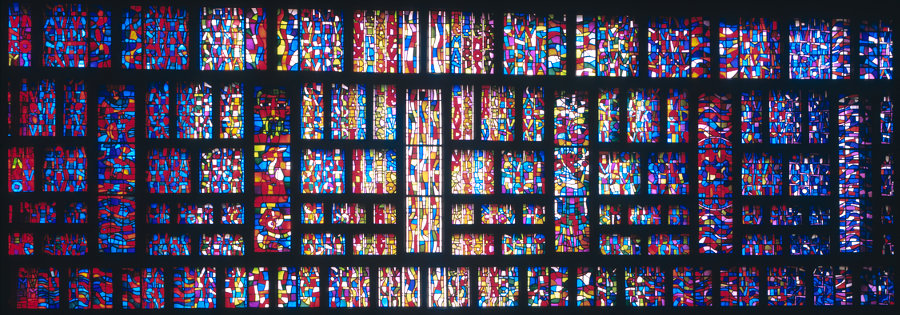
Hymnes ambrosiens sur la verrière de la création du Monde par Sergio de Castro, 1956-59, église du monastère des Bénédictines à La Folie-Couvrechef (Caen), maître-verrier J. J. K. Ray.

## Hymnes ambrosiennes

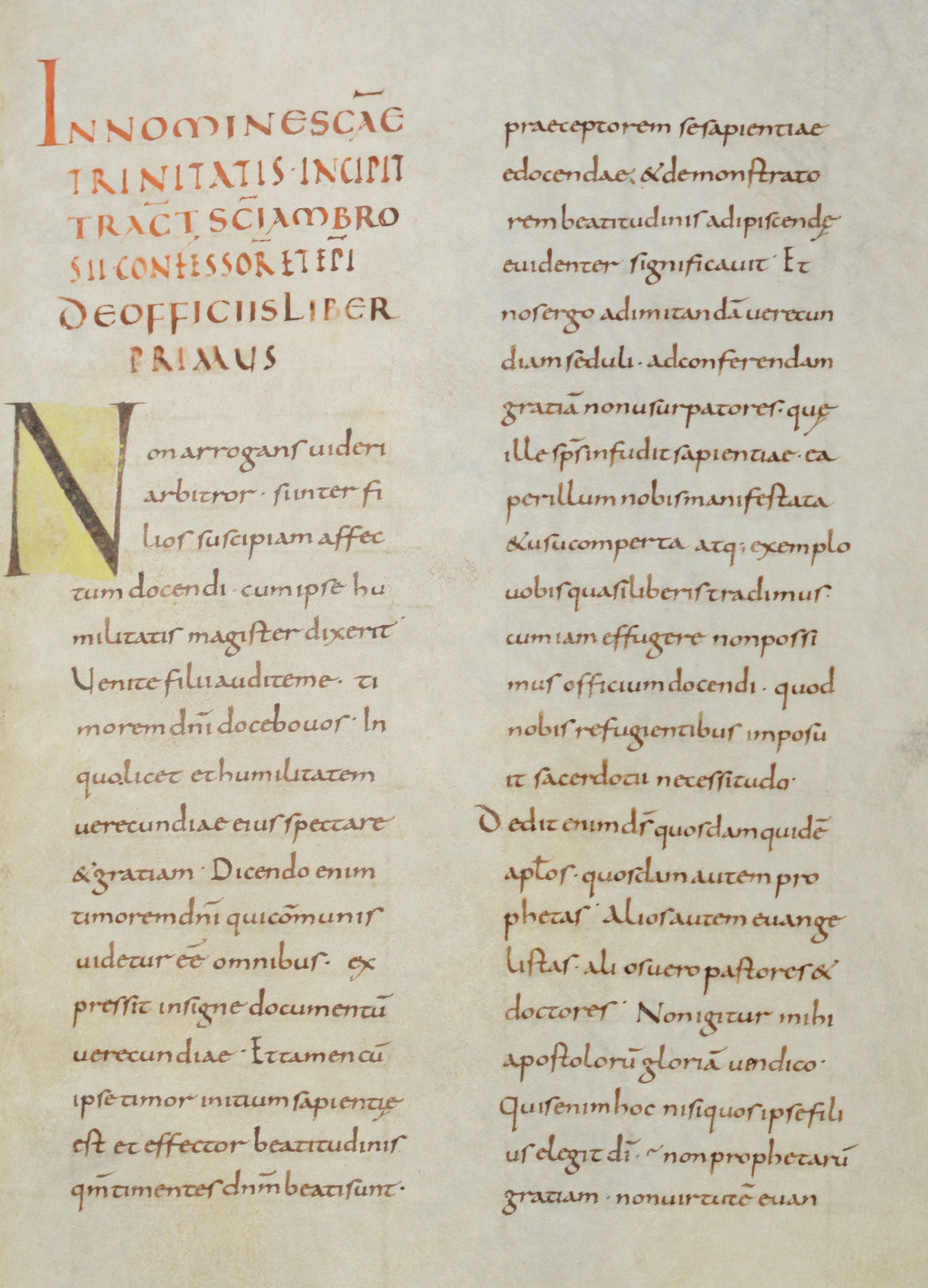
De officiis ministrorum. Manuscrit écrit vers 900 à l'abbaye de Saint-Gall. Bibliothèque de l'abbaye de Saint-Gall, Cod. Sang. 97, p. 51.

Quatre hymnes sont attribuées avec certitude à Ambroise de Milan. L'authentification nous en est donnée à la fois par Ambroise lui-même, et par Augustin. Il s'agit de : Aeterne rerum conditor ; Splendor paternae gloriae ; Jam surgit hora tertia ; Deus creator omnium. 
Prier dans la nuit

« Au lever de la nuit,

Dieu créateur de toute chose,

Roi des cieux qui revêts

le jour de lumière éclatante,

la nuit des grâces du sommeil

pour que le repos nous détende,

rende nos membres au travail ;

soulage nos cœurs fatigués,

dénoue nos chagrins anxieux,

le chant de notre hymne te rend grâce

pour ce jour déjà terminé,

te prie au lever de la nuit ;

aide-nous à tenir nos vœux.

Que le fond des cœurs te célèbre,

que la voix qui chante t'acclame,

que te chérisse un chaste amour

et que l'âme sobre t'adore !

Puisse, lorsque la nuit profonde

de sa noirceur clora le jour,

la foi ignorer les ténèbres,

et la nuit resplendir de foi !

Ne laisse point l'âme dormir ;

puisse la faute s'endormir !

la foi chaste et rafraîchissante

tempérer l'ardeur du sommeil ! »

— Ambroise de Milan. Hymnes, IV, trad. M. Perrin, Paris, Cerf, 1992, p. 236-238.

## Iconographie

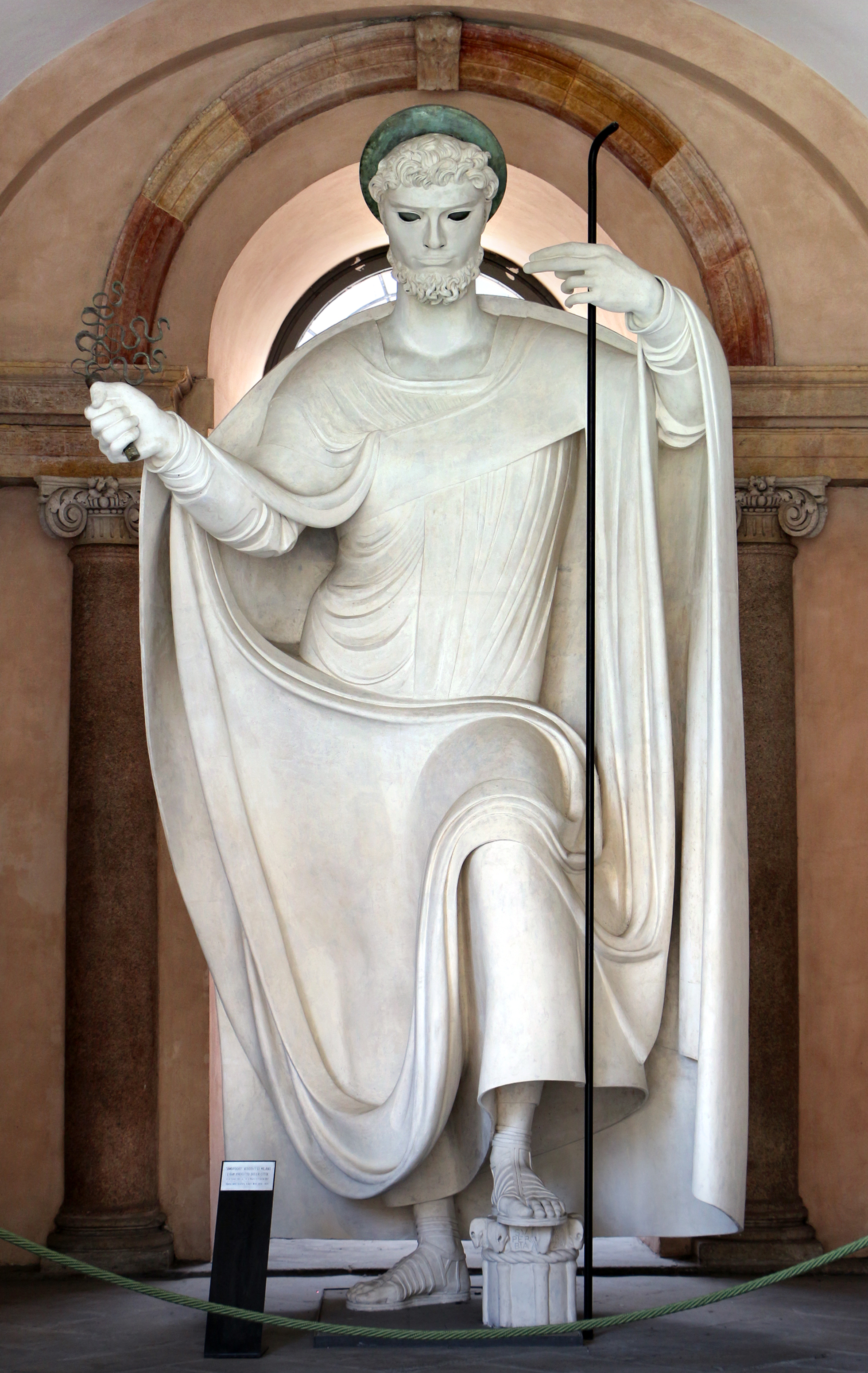
Moulage en plâtre de la statue d'Ambroise de Milan, Adolfo Wildt, Université de Milan, Italie.

Ambroise de Milan est représenté vêtu en évêque, avec la crosse pastorale, et parfois un fouet avec lequel il aurait chassé hors d'Italie les ariens, considérés comme hérétiques. C'est par exemple le cas de l'œuvre du sculpteur italien Adolfo Wildt dont il existe un moulage en plâtre et un exemplaire en bronze, tous deux à Milan.
Il peut aussi être représenté à cheval, par exemple sur Saint Ambroise à cheval chasse les ariens d'Ambrogio Figino (œuvre de 1591).
Patron des apiculteurs, il est parfois représenté avec une ruche en paille tressée symbolisant la douceur de son éloquence.

### Éditions et traductions de ses textes

Divi Ambrosii Episcopi Mediolanensis Omnia Opera, 1527.

- Des devoirs, traduction libre de droits, édition en ligne
- Commentaire au Psaume 118, Éditions du Soleil Levant, NAMUR, 1963.
- Richesse et pauvreté ou Naboth le pauvre, Migne, coll. "Les pères dans la foi", 1978.
- La mort est un bien (De bono mortis – CPL 129 - PL 14, 567-596), trad. P. Cras, Éditions Migne, coll. "Pères dans la foi" 14, Paris, 1980.
- Les Devoirs, trad. M. Testard, coll. "Des universités de France", 268, Éditions des Belles-Lettres, 1984.
- Abraham, trad. C. Lavant, F. et J. C. Gaven, Éditions Migne, coll. "Pères dans la foi", 74, Paris, 1999.
- Sur la mort de son frère, trad. Bonnot M. et Marianelli D., Éditions Migne, coll. "Pères dans la foi" 84, Paris, 2002.
- Des sacrements. Des mystères. Explication du Symbole. (trad. du latin par Bernard Botte (de)), Paris, Éditions du Cerf, coll. « Sources chrétiennes » (no 25 bis), 1980, 2e éd. (1re éd. 1961), 234 p. (ISBN 978-2-204-08465-9).
- Traité sur l'Évangile de saint Luc (trad. du latin par Gabriel Tissot), vol. I, Paris, Éditions du Cerf, coll. « Sources chrétiennes » (no 45), 1971, 2e éd. (1re éd. 1951), 280 p. (ISBN 978-2-204-03878-2).
- Traité sur l'Évangile de saint Luc (trad. du latin par Gabriel Tissot), vol. II, Paris, Éditions du Cerf, coll. « Sources chrétiennes » (no 52), 1958, 450 p. (ISBN 978-2-204-03878-2).
- La pénitence (trad. du latin par Roger Gryson), Paris, Éditions du Cerf, coll. « Sources chrétiennes » (no 179), 1971, 296 p. (ISBN 978-2-204-03699-3).
- Apologie de David (trad. du latin par Pierre Hadot et Marius Cordier), Paris, Éditions du Cerf, coll. « Sources chrétiennes » (no 239), 1977 (réimpr. 2006), 224 p. (ISBN 978-2-204-01165-5).
- Jacob et la Vie heureuse (trad. du latin par Gérard Nauroy), Paris, Éditions du Cerf, coll. « Sources chrétiennes » (no 534), 2010, 656 p. (ISBN 978-2-204-09348-4).
- La fuite du siècle (trad. du latin par Camille Gerzaguet), Paris, Éditions du Cerf, coll. « Sources chrétiennes » (no 534), 2015, 379 p. (ISBN 978-2-204-10464-7).
- Jacques Fontaine (dir.), Ambroise de Milan : Hymnes. Texte établi, traduit et annoté, Paris, Éditions du Cerf, coll. « Patrimoines - Christianisme », 1992, 695 p. (ISBN 978-2-204-04330-4)

### Ouvrages anciens sur Ambroise
- Paulin de Milan, Vie d'Ambroise.
- Jean-Rémy Palanque, Saint Ambroise et l'Empire romain. Contribution à l'histoire des rapports de l'Église et de l'État à la fin du quatrième siècle, De Boccard, 1933
- Abbé Louis Baunard, Histoire de Saint-Ambroise, 1871. La seconde édition (1872) contient un chapitre supplémentaire : en effet, le tombeau de Saint-Ambroise a été retrouvé peu après la première édition.

### Ouvrages récents
- L'Histoire littéraire de la France lui consacre un long chapitre (Lire en ligne sur Gallica).
- (en) Ethan Gannaway (éd.) et Robert Grant (éd.), Ambrose of Milan and Community Formation in Late Antiquity, Cambridge Scholars Publishing, 2021 (ISBN 978-1-5275-6726-9).
- Patrick Boucheron, La Trace et l'aura : Vies posthumes d'Ambroise de Milan (ive – xvie siècle), Éditions du Seuil, coll. « L'Univers historique », 2019, 544 p. (ISBN 978-2-0213-1071-9).
- Marta Sordi (trad. de l'italien par Damien Bigini), Ambroise, Rome et Milan (364-395 apr. J.-C.) : Naissance de l’Empire romain-chrétien et fin du paganisme politique [« L’impero romano-cristiano al tempo di Ambrogio »], Neuilly-sur-Marne/93-La Plaine-Saint-Denis, Certamen, coll. « Lapillus » (no 1), février 2019, 93 p. (ISBN 978-2-9550225-2-8).
- (en) Michael Stuart Williams, The Politics of Heresy in Ambrose of Milan : Community and Consensus in Late Antique Christianity, Cambridge University Press, 2017 (ISBN 978-1-107-01946-1).
- (en) Peter Brown (trad. Béatrice Bronne), À travers un trou d'aiguille : La richesse, la chute de Rome et la formation du christianisme en Occident, 350-550, Les Belles Lettres, 2016 (ISBN 978-2-251-38134-3).
- (en) Brian P. Dunkle, Enchantment and Creed in the Hymns of Ambrose of Milan, Oxford University Press, coll. « Oxford Early Christians Studies », 2016 (ISBN 978-0-19-109236-7).
- Patrick Boucheron et Stéphane Gioanni (dir.), La mémoire d’Ambroise de Milan : Usages politiques d’un souvenir patristique (Ve – XVIIIe siècle), Paris-Rome, Publications de la Sorbonne-École française de Rome, coll. « Histoire ancienne et médiévale » (no 133), 2015, 631 p. (ISBN 978-2-85944-885-1).
- Dominique Lhuillier-Martinetti, L'individu dans la famille à Rome au ive siècle : D'après l'œuvre d'Ambroise de Milan, Presses universitaires de Rennes, coll. « Histoire », 2015 (ISBN 978-2-7535-3038-6).
- (en) Neil B. McLynn, Ambrose of Milan : Church and Court in a Christian Capital, University of California Press, 2014 (1re éd. 1994) (ISBN 978-0-520-28388-6).
- Aline Canellis et al., La correspondance d'Ambroise de Milan, Saint-Étienne, PU Saint-Étienne, coll. « Palerne », 2012, 416 p. (ISBN 978-2-86272-584-0)
- (en) Garry Wills, Font of Life : Ambrose, Augustine, and the Mystery of Baptism, Oxford University Press, 2012 (ISBN 978-0-19-991189-9).
- Gérard Nauroy, Ambroise de Milan: écriture et esthétique d'une exégèse pastorale : Quatorze études, Peter Lang, coll. « Recherches en littérature et spiritualité », 2003 (ISBN 978-3-906770-73-4).
- Hervé Savon, Ambroise de Milan : (340-397), Desclée, 1997 (ISBN 978-2-7189-0687-4).

### Théologie
- Raymond Johanny, L'Eucharistie : Centre de l'histoire du Salut chez Saint Ambroise de Milan, Beauchesne, coll. « Théologie historique » (no 9), 1968.